# Rita et Machin (série télévisée d'animation)
Pour les articles homonymes, voir Rita, Machin et Rita et Machin (bande dessinée).
 (septembre 2012).
Si vous disposez d'ouvrages ou d'articles de référence ou si vous connaissez des sites web de qualité traitant du thème abordé ici, merci de compléter l'article en donnant les références utiles à sa vérifiabilité et en les liant à la section « Notes et références ».
Rita et Machin est une série télévisée d'animation de 5 minutes, produite par Nippon Animation, Planet Nemo Animation, Nippon Columbia et NHK Entreprise et réalisée par Jun Takagi. 
Cette série est l'adaptation à l'écran d'une bande dessinée pour la jeunesse du même nom de Jean-Philippe Arrou-Vignod et illustrée par Olivier Tallec.
La série est diffusée au Japon sur NHK et en France sur France 5 dans Zouzous depuis le 9 mai 2012.
Au cinéma, en février 2019, sort Les Aventures de Rita et Machin, une série de 10 courts métrages, réalisée par Pon Kozutsumi et Jun Takagi.

## Synopsis
Rita la petite fille adore se déguiser, courir et être le chef. Machin, le chien (Nantoka en japonais), adore mâchouiller, dormir et tricher aux échecs. Avec ces drôles de copains, impossible de s'ennuyer un instant.